# Divizija za posebne namene
Divizija za posebne namene (nemško Division zur besonderer Verwendung; kratica Division z.b.V.) je po navadi lahka pehotna divizija Wehrmachta med drugo svetovno vojno, ki je bila namenjena za opravljanje posebnih nalog (po navadi so to protigverilsko bojevanje in zaledna dolžnost); pri tem takih divizij niso smatrali kot divizije specialnih sil. Divizija je po navadi predstavljala strateško rezervo višjega poveljstva (armade oz. armadne skupine) in so jo v izrednih primerih uporabili za popolnitev ostalih enot oz. za neposredno frontno bojevanje.